# Comuna Slovecine, Ovruci
Slovecine (în ucraineană Словечанська сільська рада) este o comună în raionul Ovruci, regiunea Jîtomîr, Ucraina, formată din satele Antonovîci, Dubî, Slovecine (reședința), Thorîn și Zadorojok.

## Demografie
Componența lingvistică a comunei Slovecine
     Ucraineană (99,59%)
     Alte limbi (0,41%)
Conform recensământului din 2001, majoritatea populației comunei Slovecine era vorbitoare de ucraineană (99,59%), existând în minoritate și vorbitori de alte limbi.